# Władimir Kokkinaki
Władimir Konstantinowicz Kokkinaki (ros. Владимир Константинович Коккинаки, ur. 12 czerwca?/25 czerwca 1904 w Nowosybirsku, zm. 7 stycznia 1985 w Moskwie) – radziecki pilot doświadczalny. Dwukrotny Bohater Związku Radzieckiego. Generał major lotnictwa (od 1943). Starszy brat innego znanego radzieckiego lotnika – Konstantina Kokkinakiego.

## Życiorys
Pochodził z rodziny Greków pontyjskich. W 1921 r. ukończył trzecią klasę szkoły podstawowej. Pracował w kołchozowej winnicy, potem był marynarzem i sztauerem.
W grudniu 1925 r. wstąpił do Armii Czerwonej, do lipca 1927 r. służył w piechocie. W 1928 r. ukończył Leningradzką Wojskowo-Techniczną Szkołę Sił Powietrznych (obecnie Wojskowa Akademia Kosmiczna im. A.F. Możajskiego), a w 1930 Wojskową Szkołę Pilotów w Borisoglebsku. Służył w jednostkach lotniczych Moskiewskiego Okręgu Wojskowego. Od kwietnia do grudnia 1931 r. był instruktorem w Leningradzkiej Wojskowo-Technicznej Szkole Sił Powietrznych.
21 listopada 1935 r. na samolocie I-15 osiągnął pułap 14 575 metrów (nieoficjalny rekord świata). 20 kwietnia 1936 r. jako pierwszy lotnik w historii wykonał pętlę na dwusilnikowym bombowcu (CKB-30). 27–28 czerwca 1938 r. samolotem CKB-30 „Moskwa” z nawigatorem A. Briandinskim przeleciał bez lądowania trasę Moskwa – Daleki Wschód o długości 7580 km (lądowali w miejscowości Spask Dalni).
28–29 kwietnia 1939 r. tym samym samolotem z nawigatorem M. Gordijenko przeleciał bez lądowania z Moskwy do Ameryki Północnej
(8000 km, trasa: Moskwa – Nowogród – Helsinki – Trondheim – Islandia – przylądek Farvel, najbardziej na południe wysunięty punkt Grenlandii – wyspa Miskou).
2 października 1939 wykonał pierwszy lot na prototypowym samolocie CKB-55 – późniejszym słynnym samolocie szturmowym Ił-2. 2 stycznia 1963 załoga pod dowództwem W. Kokkinaki przeprowadziła pierwszy lot próbny na samolocie Ił-62. W latach 1941–1945 kierował lotami doświadczalnymi nowych typów radzieckich samolotów. Pobił 22 światowe rekordy lotnicze.
Był wiceprezydentem (1961), prezydentem (1967–1968), a od grudnia 1968 r. – honorowym prezydentem Międzynarodowej Federacji Lotniczej. W 1970 otrzymał honorowe obywatelstwo Nowosybirska. Został pochowany na Cmentarzu Nowodziewiczym Jego imieniem nazwano ulicę w Moskwie.

## Nagrody, odznaczenia i wyróżnienia
- Nagroda Leninowska (1960)
- 2 medale Złotej Gwiazdy Bohatera Związku Radzieckiego (17 lipca 1938 i 17 września 1957)
- 6 Orderów Lenina (1936, 1938, 1939, 1945, 1951, 1984)
- Order Rewolucji Październikowej (1974)
- 3 Ordery Czerwonego Sztandaru (1944, 1945, 1957)
- 2 Ordery Wojny Ojczyźnianej 1 klasy (1944, 1947)
- 4 Ordery Czerwonej Gwiazdy (1939, 1941, 1944, 1969)
- Medal „Za Odwagę” (ZSRR) (1939)
- wiele medali i nagród zagranicznych
- Złota Odznaka Lotnicza FAI (1964)
- tytuł Zasłużonego Lotnika Oblatywacza ZSRR (1959)
- tytuł Zasłużonego Mistrza Sportu ZSRR (1959)

Imieniem tego słynnego lotnika nazwano:
- ulice w: Krzywym Rogu, Rostowie nad Donem, Moskwie, Nowokuźniecku, Ałmaty, Browarach, Słowiańsku, Makiejewce, Włodzimierzu Wołyńskim,
- samoloty: Ił-96-300 (RA-96011) linii Aerofłot, Ił-76 (RA-76950) linii Wołga–Dniepr, Jak-42 (RA–42446) należący do Ministerstwa ds. sytuacji nadzwyczajnych Federacji Rosyjskiej.

W Noworosyjsku ustawiono popiersie W.K. Kokkinaki.
W 1989 r. poczta ZSRR wydała okolicznościową kopertę z okazji 50 rocznicy przelotu Moskwa – Ameryka Płn., a w 2004 r. w Rosji wypuszczono znaczek pocztowy z portretem W. Kokkinaki.

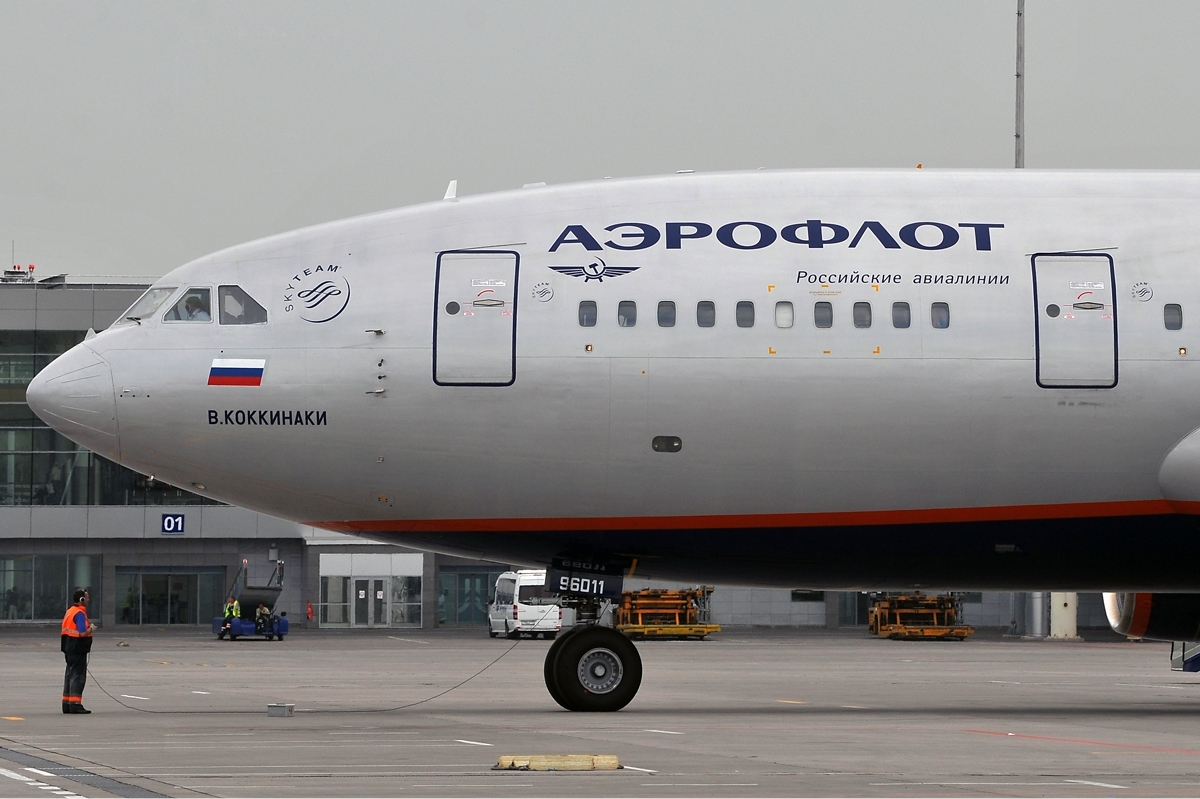
Ił-96-300 (RA-96011) Aerofłotu, noszący imię W. Kokkinaki
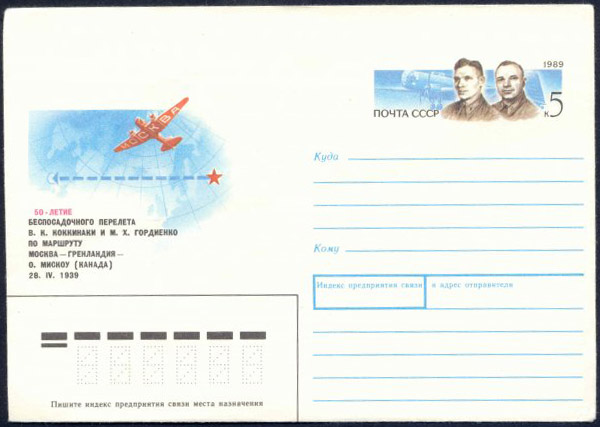
Koperta okolicznościowa „50-lecie lotu Moskwa – Ameryka Płn.” (1989 r.)
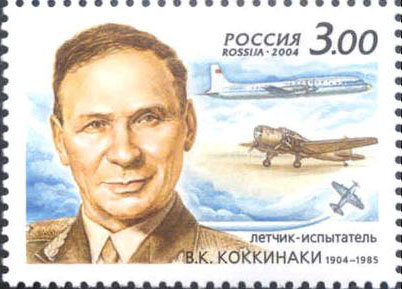
znaczek poczty Rosji z 2004 r.